# La valle dei forti
La valle dei forti (Trail of the Vigilantes) è una commedia western in bianco e nero del 1940 della durata di settantacinque minuti diretta da Allan Dwan, scritta da Harold Shumate e interpretata da Franchot Tone, Warren William, Broderick Crawford e Andy Devine.

## Trama
L'agente sotto copertura Tim "Kansas" Mason viene inviato nel Mid-West per indagare sull'omicidio di un giornalista. Kansas arriva nel bel mezzo di una rissa da bar: lo sceriffo Corley e i suoi vice si stanno difendendo dall'aggressione del cowboy locale Swanee e dal suo servitore di nome Meadows. In mezzo alla confusione, Kansas si schiera dalla parte sbagliata. Il tafferuglio si interrompe quando il capo di Swanee, John Thornton, e Mark Dawson della Cattlemen's Protective Association arrivano sulla scena.
Kansas viene assunto da Thornton come cowboy e torna con il resto dei mandriani al ranch, dove la figlia adolescente di Thornton, Barbara, se ne innamora all'istante. Kansas apprende che quel ranch e molti altri che hanno rifiutato di diventare membri della Cattlemen's Association, sono stati bersaglio di atti vandalici. Insospettito e deciso a raccogliere indizi, Kansas penetra nell'ufficio di Dawson, dove trova la prova che Dawson ha attinto ai fondi dall'associazione per scopi ignoti.
Sfortunatamente Dawson sorprende Kansas nel suo ufficio, ma questi riesce a scappare portando con sé la documentazione incriminante. A quel punto Dawson denuncia l'irruzione alla polizia e lo fa arrestare. Gli altri cowboy del ranch lo salvano dalla prigione cittadina e vengono a conoscenza del fatto che egli è un agente federale sotto copertura.
Kansas deduce che Dawson e i suoi uomini intendono sottrarre i soldi della Cattlemen's: 20.000 dollari in totale. Con l'aiuto degli altri cowboy, Kansas riesce a impossessarsi dell'intero bottino prima di Dawson.
Catturato e imprigionato per rapina, Kansas viene salvato da Bolo, Meadows e Swanee, consapevoli della sua attività sotto copertura. Dawson cerca di incastrare Kansas, facendo leva sulla difficile posizione in cui si trova in seguito alla rapina. Ancora una volta cerca di farlo arrestare, ma gli altri cowboy testimoniano tutti a suo favore.
Dopo aver finalmente recuperato i soldi, Dawson si prepara a lasciare la città, ma nel frattempo lo sceriffo ha ottenuto la prova delle attività e dei piani illegali di Dawson. Kansas e i tre cowboy arrivano in città per affrontare Dawson e fermarlo, e lo intercettano nel saloon. Quando il cavallo di Kansas irrompe all'interno, si imbizzarrisce spaventato dagli spari, ma il resto dei cowboy riesce a sopraffare e arrestare Dawson e i suoi uomini. Dopo che gli uomini di Dawson sono stati messi dietro le sbarre, Kansas decide di restare e sposare Barbara, stabilendosi in città come cowboy a tempo pieno.